# Дейл Карнеги
Дейл Брекенридж Карнеги (на английски: Dale Breckenridge Carnegie, оригинално Carnagey до 1922 г. и вероятно до по-късно; 24 ноември 1888 – 1 ноември 1955), е американски писател и лектор, създател на известни курсове за личностно развитие (на английски: self-improvement), умението да се привличат клиенти, корпоративен тренинг, публично говорене и междуличностни умения.

## Биография и творчество
Роден е в бедно фермерско семейство. Учи в Педагогическия институт в Уорънсберг – щата Мисури. Баща му не е бил в състояние да плаща за пансиона на сина си в колежа, затова Дейл ежедневно преминавал на кон 6 км път дотам и обратно. Дейл се опитал да влезе във футбония отбор, но треньорът не го приел поради малкото му тегло. В този период у Дейл Карнеги започнал да се развива комплекс за малоценност – комплекс, който би могъл да попречи на проявяването на истинските му способности. Майка му, разбирайки това го посъветвала да вземе участие в дискусионния кръжок, считайки че опитът за изказване в този кръжок може да му създаде увереност в себе си и признание от страна на другите, от което той така се нуждаел. Той послушал майка си и след няколко опита бил приет. Това събитие се оказало повратен момент в неговия живот. Не минала година и той започнал да побеждава в конкурси по ораторско изкуство и преуспял във всички факултети на колежа, където то се провеждало. Когато станал студент в последния курс, Дейл завоювал всички награди за публично говорене.
При завършването на колежа Карнеги получил примамливо предложение за работа в областта на търговията. Той го приел и скоро постигнал значителни успехи в това поприще. Обаче, въпреки своята растяща репутация на преуспяващ търговец, скоро напуснал търговската дейност. Решил, че трябва да провери на практика своите мисли за това, че владението на ораторското изкуство може да ти донесе много успехи в материален и личен план. Работи известно време и като актьор в Ню Йорк, преди да започне да преподава ораторско изкуство към Младежката християнска организация (YMCA). Курсовете му са едни от най-посещаваните, залите са все по-препълнени, а броят на последователите му расте.
За да си облекчи преподавателската работа Карнеги обобщава идеите си в брошурата „Практически курс за бизнесмени“ – 1926. Участва в лекционно турне из страната заедно с колегата си Лоуел Томас.

## Произведения
- „Неизвестни факти за известни личности“ (1934),
- „Как да печелим приятели и да влияем на другите“ (1936),
- „Как да постигнем самоувереност и да влияем на другите чрез ораторско майсторство“ и
- „Как да преодолеем безпокойството и да се радваме на живота“ (1948).